# たこ焼き
たこ焼き（たこやき、蛸焼き・タコ焼き・たこ焼）は、小麦粉の生地の中にタコ（主にマダコ）と薬味を入れて直径 3-5cmほどの球形に焼き上げた郷土料理。
明石焼き・ちょぼ焼き・ラジオ焼き（ラヂオ焼き）をルーツとしており、基本的には主食・ご飯のおかずとして食べられるが、おやつとしたり、間食とする人もいる。

## 歴史

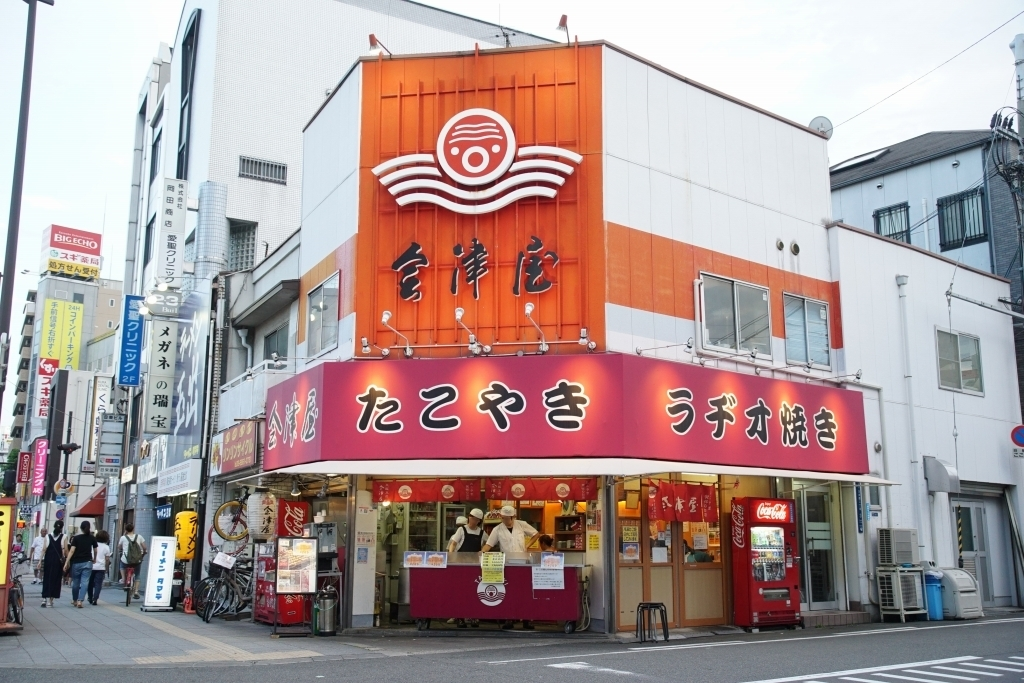
たこ焼きの創始者である会津屋。現在は玉出に本店を構える

大阪にあるたこ家道頓堀くくるの看板

たこ焼きの創始者は、大阪府大阪市西成区「会津屋」の初代・遠藤留吉とされている。1933年（昭和8年）、遠藤はラジオ焼きを改良し、従来のこんにゃくの代わりに醤油味の牛肉を入れて肉焼きとして販売。1935年（昭和10年）、ある客の「明石ではタコが入っている」と言う一言をきっかけに、タコと鶏卵を入れる明石焼に影響を受け、牛肉ではなくタコ・鶏卵を入れるようになり、たこ焼きと名付けた。遠藤の故郷会津の郷土料理であるこづゆの味付けを模したダシで、小麦粉を溶いて仕上げていたという。会津屋のたこ焼きは、生地に味がついているため、何もかけずに食べるが、戦前は会津屋以外のたこ焼き屋でも出汁や醤油風味で何もかけずに食べるたこ焼きが大半だった。
第二次世界大戦前の大阪では、2個で1銭程度の価格で売られていた。
戦後、1948年にウスターソースを改良したとんかつソースが発明されたことにより、お好み焼きやたこ焼きにも用いられるようになったが、大阪では前述した会津屋のように、現在でも古くから営まれているたこ焼き屋で、出汁や醤油風味のソースをかけないたこ焼きが売られている例がある。
ソースの普及後、たこ焼きの販売店が増え、また週刊誌が大阪らしいものとして紹介したことで普及が加速し、1955年には大阪市内でたこ焼き店が5000軒はあるという説が出るほど一般化した。その頃は10円で4個から6個という価格であった。当時はタコをかなり細かく刻んで入れていたため、「たこ燒きの たこらしいのが 齒にあたり」（梅柿）という川柳も残されている。
1960年代中頃には、関東地方でも屋台での販売が見られるようになる。東京の銀座では生地にエビのすり身を入れたたこ焼きの屋台が、独特の風味で人気を博した。
九州地方では福岡県の八ちゃん堂が1977年に自動車による移動販売を開始し、翌1978年にフランチャイズ営業を開始して、普及を促進した。
1984年海善が冷凍たこ焼きの技術を確立し、販売を開始。1988年に元祖たこ昌を起業、1992年には新大阪駅に出店して、大阪みやげとして宣伝。
1990年代後半からは、関東地方ほかでチェーン展開する企業が現れた。1997年には、群馬県新田郡笠懸町（現みどり市）で「築地銀だこ」が創業。関西と異なる表面をカリカリに焼き上げるたこ焼きをチェーン展開し、後に全国に出店を果たした。また、2002年には東京都板橋区の「京たこ」（現・笑たこ）がチェーン展開を開始し、こちらも北海道から沖縄県にまで出店を果たした（現在は関東・中部地方を中心に展開）。本場の関西地方でも全国チェーン店が出店している一方、個人経営の零細店舗や移動販売も数多く、根強い人気を保つ。
1990年代には、宇宙食用のたこ焼きが開発され、宇宙飛行士・向井千秋がスペースシャトル内で食した。2010年代には、たこ焼きの缶詰も登場した。

### 参考画像

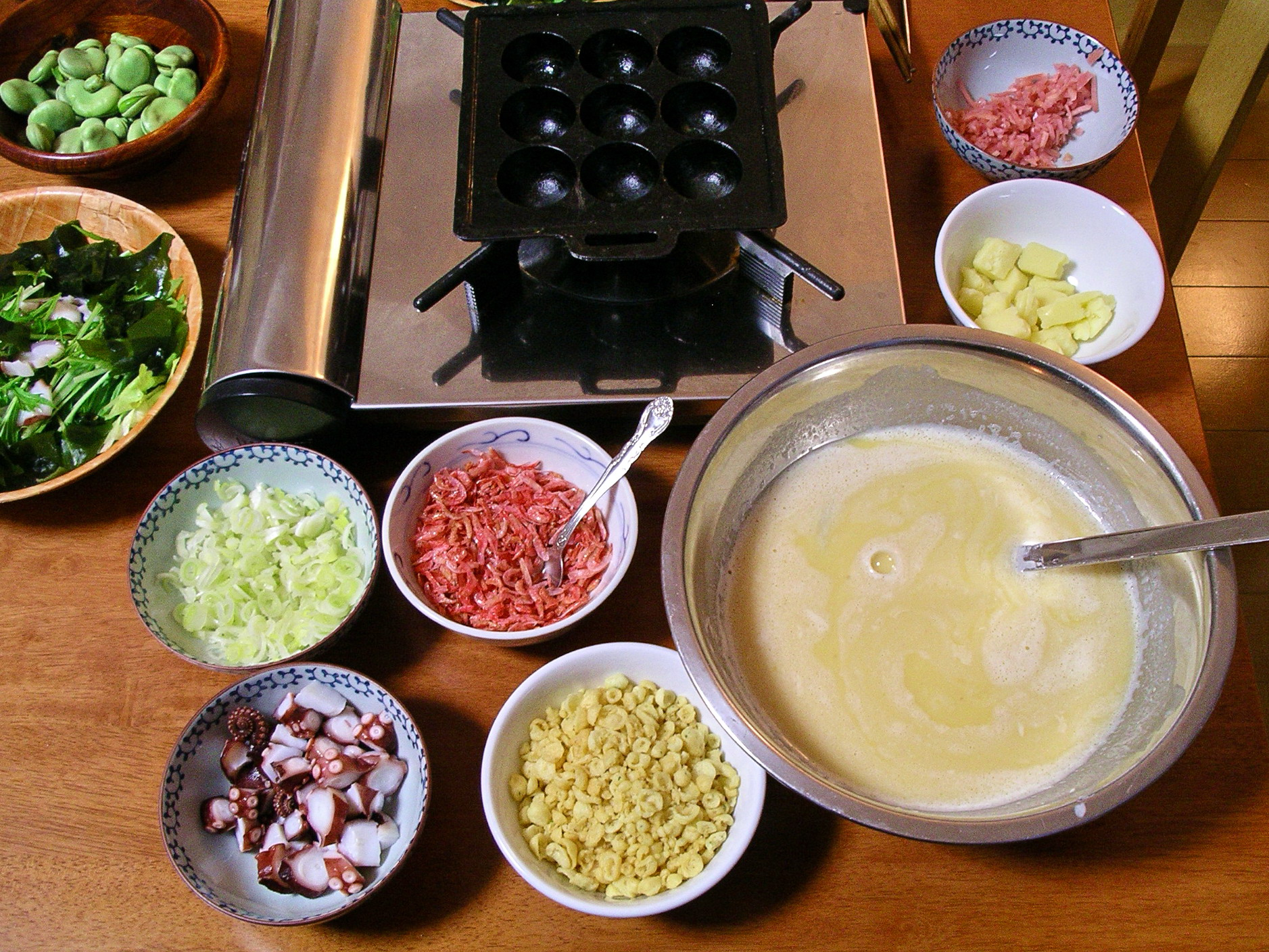
用意された材料
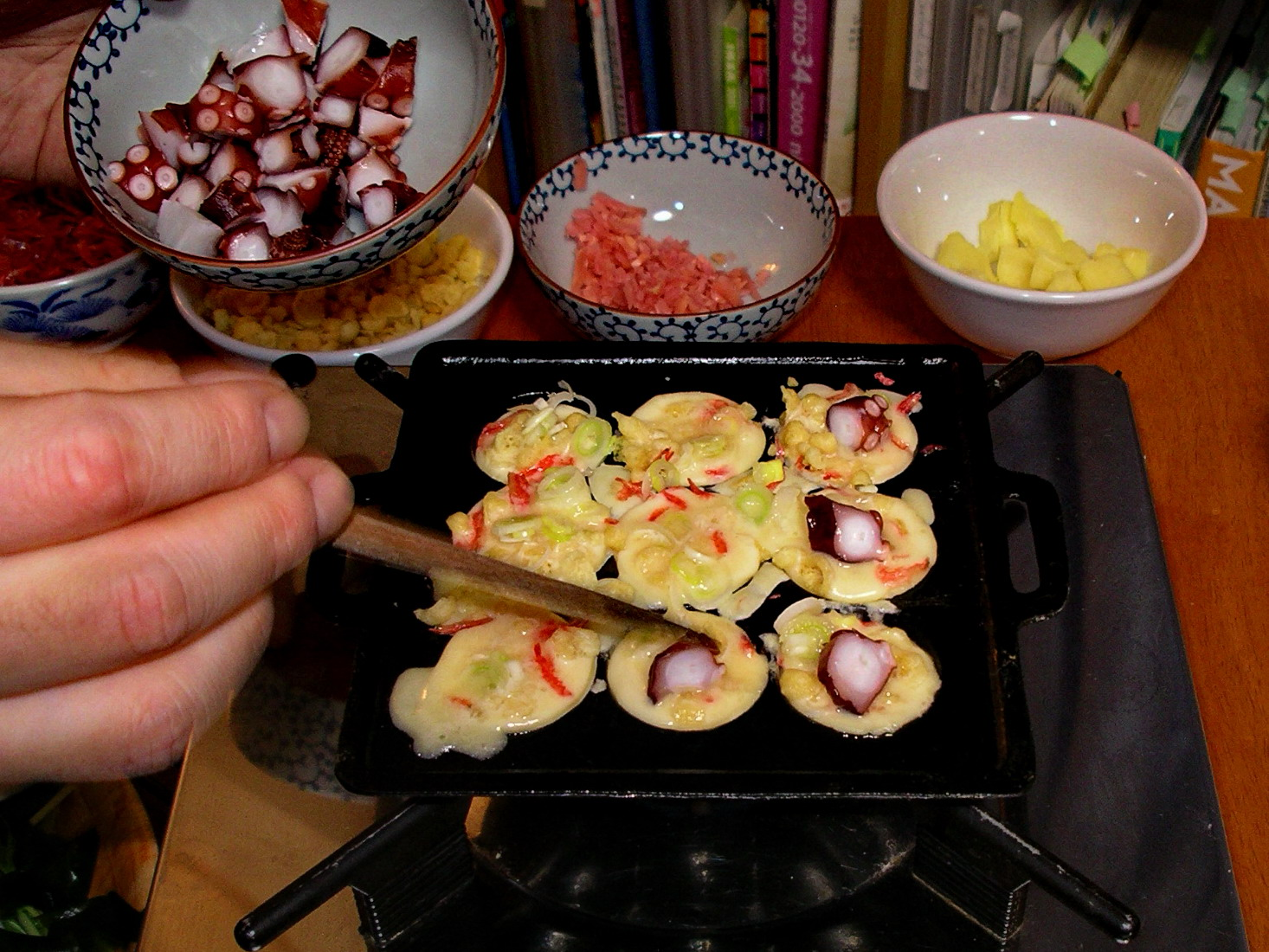
鉄板に生地と副材料、タコを入れる
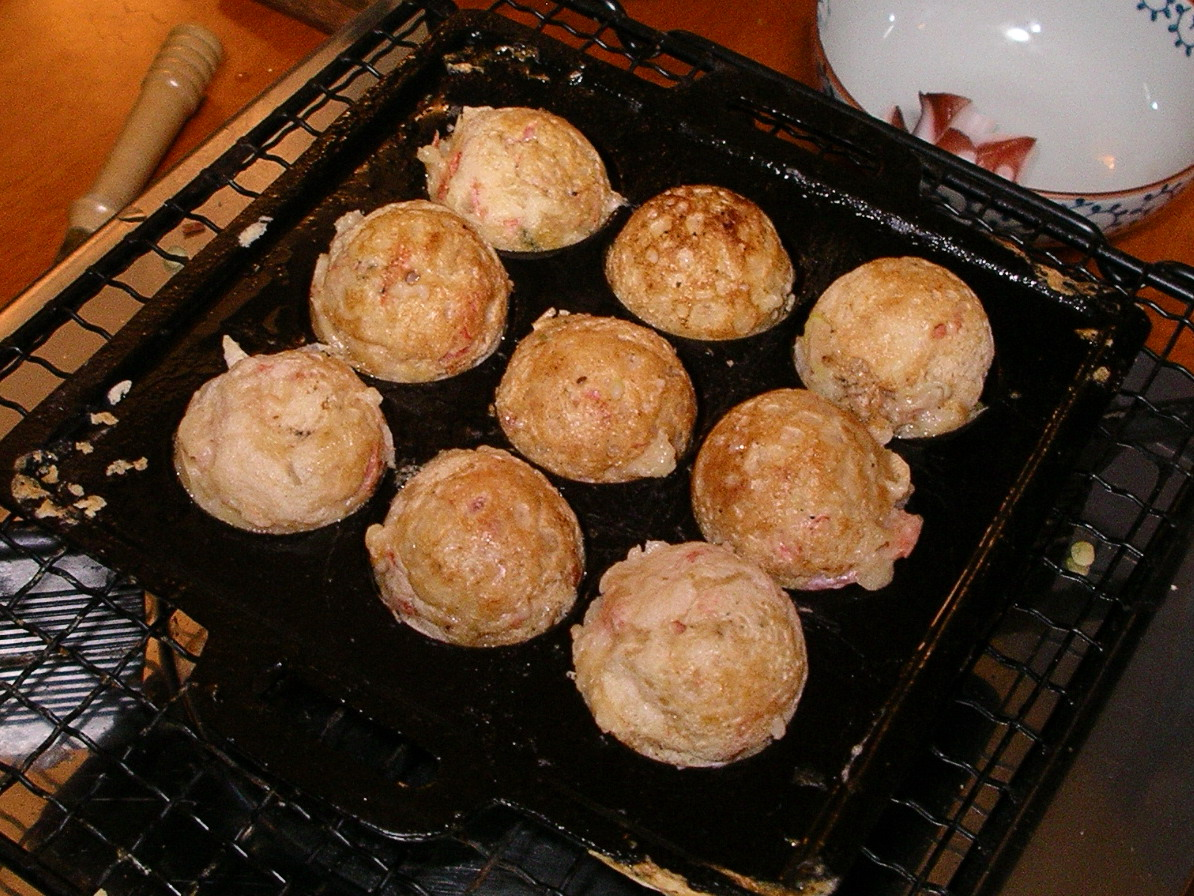
回転させ成形する
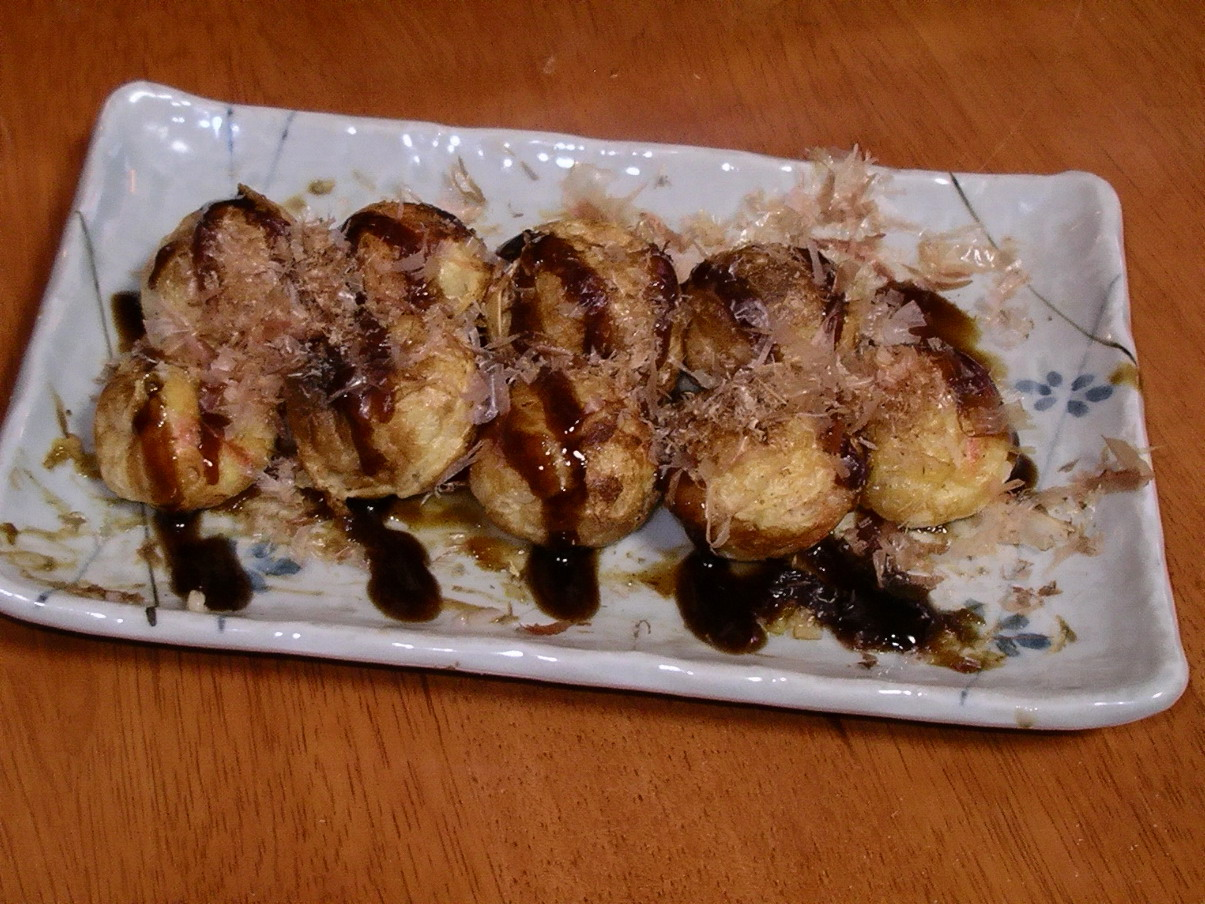
盛り付けてソースなどをかける。

## 器具

### 家庭用
関西人の8割が持っている。
- たこ焼き鍋

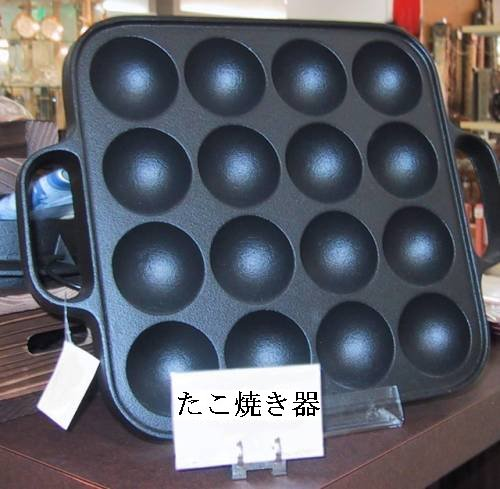
家庭用コンロに直接かけるタイプの専用調理器具

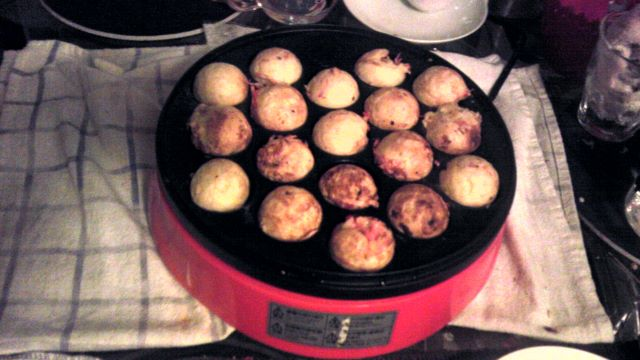
家庭用電気式たこ焼き器の例

  - 直接家庭用のガスコンロにかける専用の調理器具。多くは鋳鉄製である。
- ガス式たこ焼き器
  - 都市ガス・LPガス、もしくはカセットボンベを用いるたこ焼き器。まんべんなく加熱できるように、バーナーも特に工夫されている。
- 電気式たこ焼き器
  - 業務用と同様に自動回転機能付の製品もある。
- ホットプレート付属のたこ焼き専用プレート

### 業務用
- ガス式たこ焼き機
  - ホース式とも呼ばれ、都市ガス、プロパンガスにつないで、ガスの火力で加熱する。
- 電気式たこ焼き機
  - 一定の時間が来ると鉄板が細かく振動したこ焼きが回転する自動回転式の製品もある。
- 併用式たこ焼き機

「プレート」と呼ばれる、タネを流しこむ天板の部分は鉄の鋳物製が多いが、銅製のものもある。銅製は熱伝導が良いため、短時間で多数のたこ焼を焼けるが扱いが難しく、手早く焼き上げないと焦げ付きなどを生じる。価格も鉄の数倍と高価であり、手際よく数を捌ける熟練者向きである。
形状は写真のような角型や丸型がある。古いたこ焼き器は、火力に七輪を使用するため、形も七輪に合わせ丸形であった。
業務用のたこ焼器は四角いプレートが何枚並べられるかでガスコンロのサイズがある程度規格化され、販売店では各サイズが揃えられている。規格化されたもの以外でも、ひっくり返す柄のついたものなど、独自のサイズや形式の器具も多く流通している。小型は「一枚がけ」の家庭用コンロから、数を捌く大規模店用の八枚掛け・十二枚掛けなどの大型サイズまで、各種サイズが市販されている。
プレート一枚を「1面」と称し、従来型のプレートの多くは一面に4 x 7個の28穴だが、最近増えている「ジャンボたこ焼き」のプレートは、一面に3 x 6個の18穴である。
業務用のたこ焼き器には「半自動型」と呼ばれるものがあり、これは、ワッフル型やたい焼き器と同様に、左右に開く鋳物のたこ焼き鍋を使い、取っ手で鍋ごと回転させて、上下を反転させるもののため、ひとつひとつを窪みの中で反転させる必要がない。この内、両面式の鍋では、窪みのある鉄鍋で半分ずつ焼き上げて、対となる窪みのある鉄鍋の上に裏返して合せることで調理される（形状は丸い球状となる）が、片面式の鍋では窪みのある鉄鍋で焼き上げてから、対となっている平らな鉄板の上に裏返して調理される（形状は釣鐘状となる）。

### その他の器具
粉次（こなつぎ）
溶いた小麦粉を効率的にたこ焼き器に注ぎいれるための器具。片手付きの急須のような形をしているが、注ぎ口が薬味で詰まらず、粉垂れしにくい大きさに作られている。
錐（すい、きり）
たこ焼きを裏返して焼くための尖った専用器具は、錐、ピック、千枚通しなどと呼ばれ、手元が熱くならないように長めに作られている。たこ焼き器が銅製である場合は鉄の針先で器具の表面が傷つくのを避けるために、竹製の串や菜箸を使うことも多い。
油引き
油引き用の刷毛は凹みにちょうど入る形状をしており、多くは木綿の糸を束ねて、耐熱性と油の浸透性を兼ね備えさせている。油がしみた刷毛が立つような形状の受け皿も付属する。

## 材料

### 生地
小麦粉を出汁（かつお出汁・昆布出汁・うまみ調味料等）で溶いて、鶏卵を加え、よくかき混ぜ、生地とする。(この際小麦粉の量に対して水を多く混ぜた方が良い。)NHKの『ためしてガッテン』は実験で小麦粉を冷水を使って溶くとグルテンの成長がしやすく、食感が大幅に向上することを見出した。
材料として、タコ以外に、ネギのみじん切り、紅しょうがのみじん切り、天かすや干しえび（アキアミなど）などが使用されることもある。隠し味に少量の醤油や牛乳や、砂糖もしくは味醂などの調味料やベーキングパウダーなどを加えることもあり、調理者や店舗の工夫や秘伝により異なる。牛乳を少量加えると小麦粉を均一に分散させる効果がある。ブレンドされた「たこ焼き粉（たこ焼きミックス）」という専用の粉も発売されている。
直径には大小の2種類があり、近年は「ジャンボたこ焼き」と呼ばれる大型のたこ焼きを売る店が増えている一方、家庭では焼きやすい小型のものが多い。

### 具

#### タコ

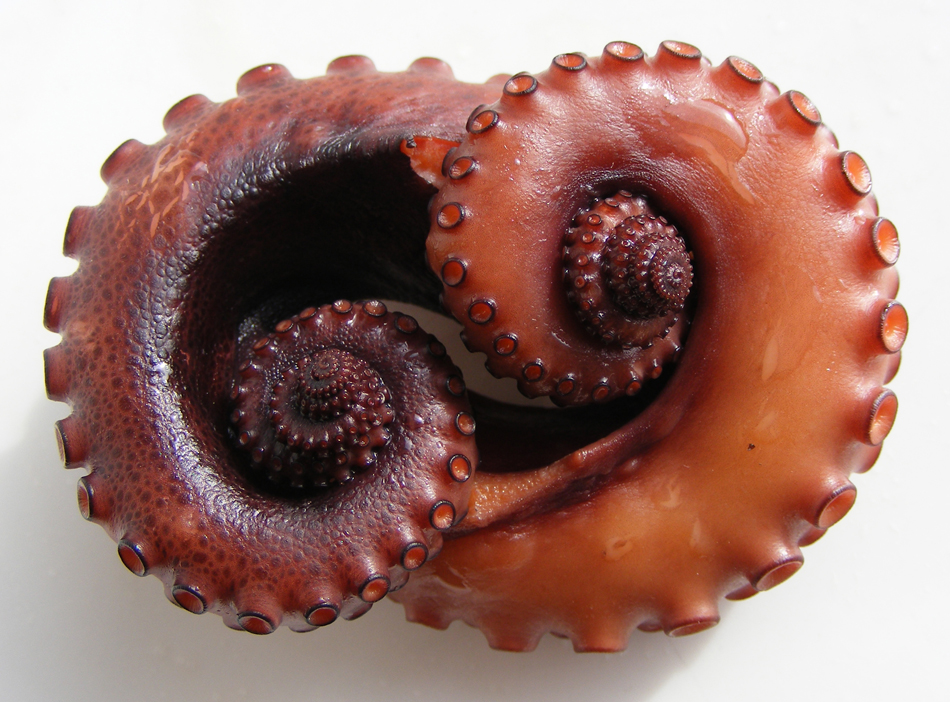
具材のタコ

たこ焼きに用いられるタコは、日本で昔から流通量が安定していて吸盤の食感まで日本人に大いに好まれるマダコがもっとも多く使われている。北日本など、マダコが生息しない地域においては、伝統的にはミズダコが使用されていたが、貿易や流通網が高度に発達した現代ではその限りではない。近年、日本で流通しているマダコの多くはモーリタニアやモロッコなどの西アフリカから輸入された冷凍物となっている。他に、家庭においては小型のイイダコや黒潮域のワモンダコ、さらにはイカを使うなどの例外がないわけではない。
タコはブロック状に切って入れるが、たこ焼き向けにカットされた冷凍品も販売されている。市販品は通常、重さ5グラム前後であるが、より大きなものもある。冷凍食品のたこ焼きなど大量製造用には、西アフリカなどの原産地でカット処理され冷凍されて来るものが多い。

#### キャベツ
各都道府県観光協会の回答によると、京都府・滋賀県・富山県・静岡県・三重県・岐阜県・愛知県の7府県のみにおいて、たこやきの具に千切り・みじん切りなどのキャベツを入れるのが一般的であると判明している。
キャベツ入りのたこ焼きは生地の濃度が濃く、焼くと中まで固まるが、その代わりにすぐに焼き上がる。
キャベツ無しのたこ焼きの生地はお好み焼きに比べると非常に生地の濃度が薄く、焼くと中は糊化してトロトロと柔らかいが、その代わりに焼き上がりまで時間がかかる。
これは明石焼きやラヂオ焼きに起源を持つ関西風たこ焼き（関西人的には本物の正統なたこ焼き）と、もんじゃ焼きやお好み焼きと共通材料を使う中部・関東風たこ焼きの、粉物文化の違いとも言える。

#### その他
兵庫県の淡路島ではタマネギ、長野県では白菜を入れることもある。
日本国外に進出したたこ焼き店も見られるが、タコを食べる習慣がある文化圏は、朝鮮半島、地中海沿岸地域（南ヨーロッパ等）の一部、アフリカ東岸地域、メキシコなどの例外があるにしても世界的にはごく限られているため、現地で受け入れられるようなソーセージ、チーズなどの食材を代わりに入れるか、あるいは、具無しで焼き上げたものが売られている場合がある。大阪府知事を務めた横山ノックは、たこ焼きの英語名を「サムライボール」と名付けた。
チーズを具にしたものは、チーズボールという名で大阪でも販売されている。
イカスミを生地に混ぜた、黒いたこ焼き（黒たこ）が存在する。
お好み焼き風に何でも好きな物を入れて家庭で食べるボール焼きパーティなどが流行りはじめている。
韓国やシンガポールの店では出汁を入れないで主にスィート類を入れて販売している店がある。

### 味付け

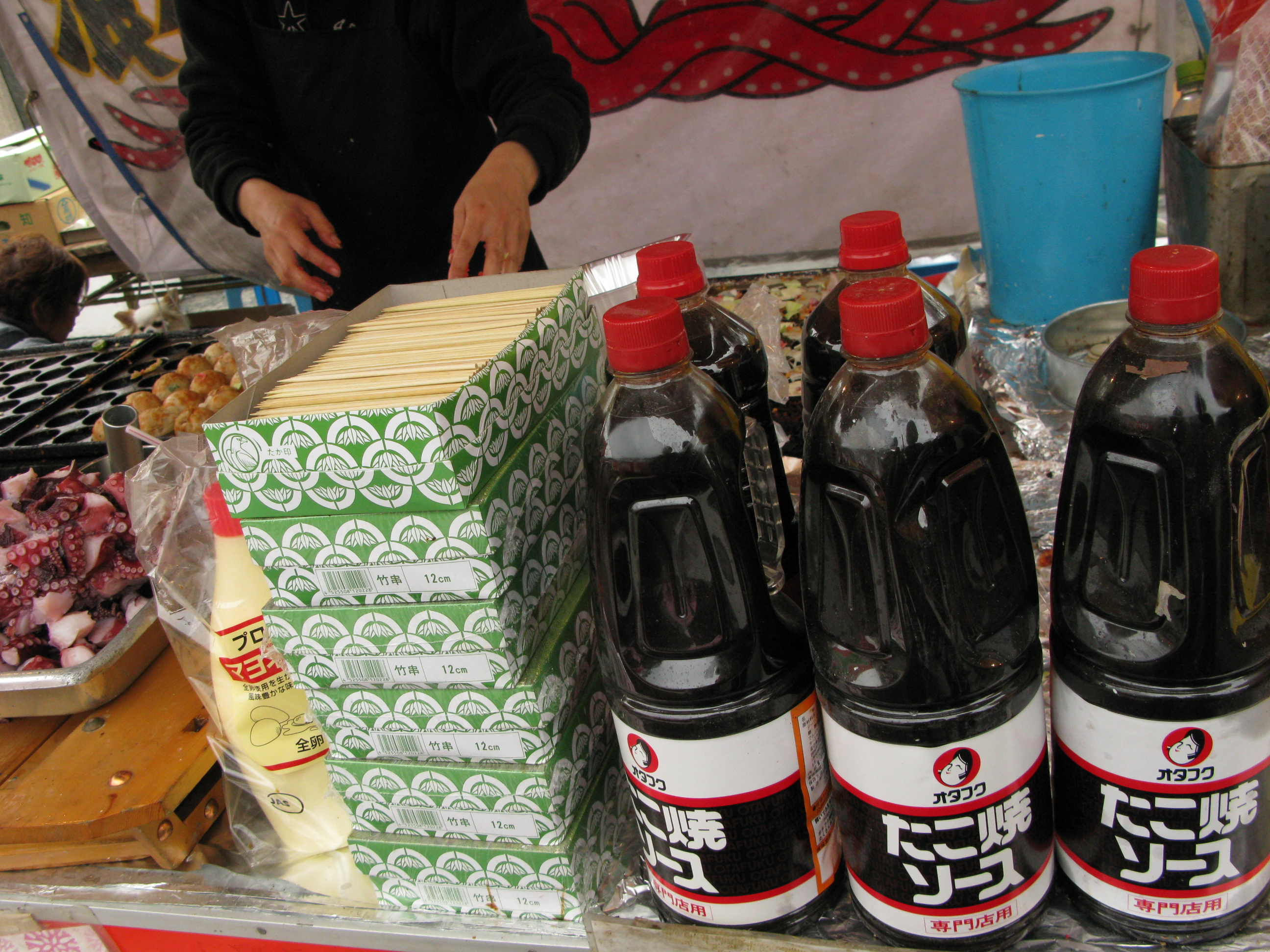
屋台に並ぶ専門店用たこ焼きソース

完成したたこ焼きに掛ける調味料は、多くの場合は「たこ焼きソース」や「お好みソース」などのソースが使用される。また、醤油、ポン酢、マヨネーズ等を使う場合もあるほか、同じソースでも東日本では辛口の中濃ソースが使用される場合が多い。たこ焼き屋社長の遠藤吉蔵を特集した朝日新聞の記事によれば、古くはソースやマヨネーズが掛けられることはなく、1950年代前半からソースを掛けるようになったとされる。マヨネーズを生地に入れる焼き方は1982年に広島市佐伯区の「一休庵」が考案したといわれる。
たこ焼きにソースがかけられていない場合は、たこ焼きの生地自体に味が付けられているため、何も調味料をつけないで食べる。
好みによっては、食塩や柚子胡椒で味付けして食べることもある。名古屋地方では、ソースではなく醤油を使用することが多い。2000年代以降、大阪府ではポン酢を付けるたこ焼きも一般的となっている。
通常は青海苔と削り節を上から散らす。好みや店によっては、刻み葱を散らす。淡路島では特産のタマネギのスライスをのせたり、フライドオニオンを添えることがある。
また、塩味を付けた澄まし汁のような出汁（主としてかつおだし）に浸した状態で供されるものが神戸市西部から姫路市あたりにみられる。明石焼きに強く影響を受けたものである。出汁には、刻み三つ葉やおろし生姜や柚子の皮が入っていることがある。ソースと出汁を併用するものは神戸たこ焼きとも呼ばれる。

## 食べ方
たこ焼きを盛り付けるか入れる使い捨ての容器は、平底の舟形容器が一般的で「舟皿」（舟）と呼ばれる。容器の材質には薄く削いだ木製（経木製）の「経木舟皿」や発泡スチロール製の「発泡舟皿」、そのほか薄いプラスチックの容器や紙製の容器などがある。持ち帰りでは「舟」を包装紙で包むか、「舟」をさらに薄いプラスチックの容器に入れる。なお、楊枝は大抵2本付属しており、2本で一人分である。理由は同時に刺す事によって、回転することを防ぐためとも言われる。
一般的に爪楊枝または箸を用いて食べるが、3個ほど竹串に刺したものが供されるところもあり、スーパーマーケットでも販売されている。専門店のたこ焼きは、表面の皮状の部分が薄くやや堅い状態に焼け、内部がもんじゃ焼きのようにとろみのあるものが人気がある。

## 大阪のたこ焼き

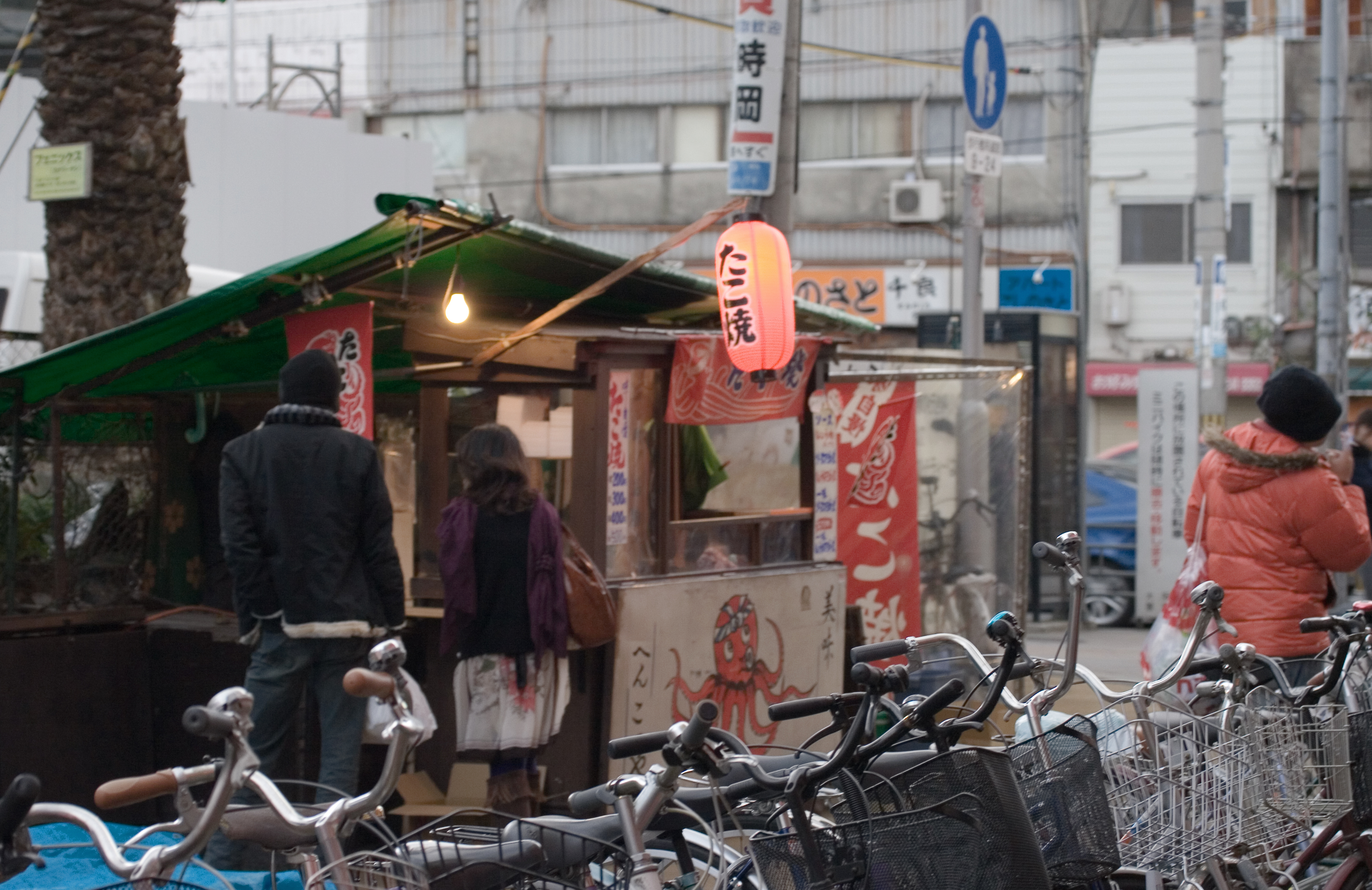
大阪市西成区の動物園前駅上にある常設屋台

大阪にはたこ焼き店が多く、多くは個人などの小規模経営である。たこ焼きと同時にお好み焼きを扱う店舗も多く、初詣や祭り等では屋台も多く現れる。店内飲食のテーブル席を設けた店舗も多くあるが、ほとんどの店舗は持ち帰りができ、持ち帰り専門の店舗も少なくない。また最近では大型商業施設のテナントとして、たこ焼き専門の店も多く進出し、入り口付近に店を構え、買い物ついでの客を集めている。この他、昭和時代から子供が多く集まる駄菓子店などでも焼かれていることがあるが、そのような店は減少傾向にある。大阪やその周辺の家庭では、たこ焼き用の鍋や道具が一家に一台とも言われており、かんでんCSフォーラムの調べによれば関西人の9割が「家庭用たこ焼き器」を所有しているという調査結果がある。この為、たこ焼きには欠かせない小さく角形に刻んだ紅生姜などは、近畿圏では昭和の中頃から瓶詰めにして多くの店で販売されていた。
大阪では、一般的には外側のクリスピーなカリッとした食感は好まれず、表面の皮状の部分も柔らかく、中はとろっとしていて、全体でようやく形を保てる限度の焼き加減が好まれるとされる。しかし、たこ焼き店の数も多く、家庭でも一般的に作られる食べ物だけに、人の数だけ好みがあり、焼き上げ直前に火力を上げて油を追加し表面を香ばしく焼き上げるのを好む者もおり、生地の味付け、具の量、玉の大小、かけるもの（マヨネーズは有りか無しかなど）など「たこ焼きに正解なし」が実態である。
極々一部の店舗ではあるが、明石焼きの様にスープやうどんなどに入れて販売することもある。

## 日本のたこ焼きチェーン店
国内に10店舗以上展開するブランド
- 会津屋
- 築地銀だこ
- 道頓堀くくる
- じゃんぼ総本店
- あほや[24]
- てこや
- たこ一番
- たこ顔[25]
- たこ風船[26]
- たこ八[27]
- 甲賀流
- たこ焼道楽わなか
- 八ちゃん堂

## 日本国外におけるたこ焼き

### 朝鮮文化圏
韓国では日本語名をそのまま音写して「タコヤキ」と呼ばれている。2003年に遊戯施設のロッテワールド内で販売が始まり、「たこ焼きのうた」と共に人気を博し、韓国語カバーが出た。この曲のヒットと共にたこ焼きの人気が上がり、ソウル市内各地に屋台が広がった。

### 華人文化圏
台湾
台湾では日本のたこ焼きは人気があり、たこ焼き自体は日本とほぼ同じ物であり鰹節もかかっている。ただしソースについては日本とは異なるものが用いられており、熊谷真菜によれば、ワサビの入った緑色のソースで、またマヨネーズは甘い物であるという。
また1990年代に「日船」というチェーン店ができ、そこでは「章魚小丸子」の名で売られている。
香港
香港では1990年代に台湾の「日船」チェーン店の「章魚小丸子」が香港島でも営業を開始している。2004年12月15日には日本の「築地銀だこ UNY香港店」がオープンしている。
中国本土
中国本土の場合、日本式居酒屋のメニューにはあったが、2001年にやはり台湾の日船「章魚小丸子」が現地法人を設立し、複数の大都市でチェーン展開を進めている。
2010年に上海市で開催された上海国際博覧会では、白ハト食品工業が日本産業館に出店して50万食以上を販売し、追って同年12月24日には上海市内に「たこ家道頓堀くくる（中国語名：酷酷璐）」の中国1号店を出店した。

### 東南アジア
近年はインドネシア、マレーシアやシンガポールでは屋台で「takoyaki」の名前で売られている。メインの具はタコに限らず、鮭やチーズなどいくつもの種類がある。特にインドネシアでは、自国のPR活動のための来日を重ねるうちにたこ焼きの味と手軽さにほれ込んだジョグジャカルタスルタン家の第1王女が、2006年、ジョグジャカルタに銀だこインドネシア第1号店を誘致した。

## 類似の料理

### 粉物料理
神戸たこ焼き
神戸市の兵庫区・長田区を中心とした地域では、たこ焼きに出汁をかけた状態で提供している店もあり、更にこれにソースを塗って食べたりする。このスタイルのたこ焼きは神戸たこ焼きと呼ばれている。
明石焼き（玉子焼）
卵の比率が多いたこ焼きと同様の食品をまな板状の木皿に並べて、澄まし汁状の出汁に浸しながら食べるもの。薬味にはみつばが用いられることが多い。兵庫県南部に多く見られる。明石市では「明石焼き」と言わず、「玉子焼」と呼ぶ。明石市周辺では、明石焼きを定食として提供する店も多く、ご飯のおかずとしても用いられる。
ラジオ焼き（ラヂオ焼）
明石焼きの影響を受けてラジオ焼きにタコを入れたことがたこ焼きのルーツであり、すなわち、たこ焼きの原型である。現在においてはラジオ焼きのみの店はなく、たいていはたこ焼き屋のサブメニューとして関西圏を中心に食されている。
ボール焼き
タコ以外を使う変り種で、出汁を入れないで焼き、ソースや海苔もかけない。タコの代わりにピザのトッピングやお好み焼きの具、あるいは、クレープや今川焼きやパンに挟む具を使う。例えば、チーズ、肉類、エビ、イカ、カレー、また、スイーツ系にはジャムやチョコレート、小豆、マシュマロ、フルーツを入れる。トッピングにもサルサソース、塩、醤油、クリームなど具に合った物を使う。
ばくだん焼
これもタコ以外のものを使う大型のもので、1996年創業のウッドボーイが手がける「ばくだん焼本舗」の登録商標。台湾の屋台にもテニスボールほどの大きさに焼き上げる「炸彈燒」が存在するが、これは中の加熱を進めるために、表面に油を注いで揚げ焼きにしている。
多幸焼き
尼崎競艇場ではタコが入っていない「多幸焼き」を1952年のオープン当初から、地元の婦人会が販売している。
かっしゃ焼き
タコの代わりにカレー味の鶏肉を入れたもの。「かっしゃ」は「滑車」ではなく鶏肉の別名である「かしわ」が語源とされる。

### その他の料理
ちょこ焼き
長崎県の野母崎（旧・野母崎町、現・長崎市野母崎地区）にておよそ百年前（2012年時点）からハレの日等のご馳走として食べられてきた郷土料理である。魚のすり身と溶き卵に砂糖・塩を練り合わせたものを、たこ焼き器と同じような鉄板調理器具（現在ではたこ焼き鍋やたこ焼き器）で球形に焼いたもので、焼いた形が「猪口（ちょく、ちょこ）」に似ていることから「ちょく焼き」「ちょこ焼き」と呼ばれるようになり、比較的新しい読みの「猪口（ちょこ）」が一般的となるに連れて「ちょこ焼き」という呼称が主流となった。材料こそ全く違うが、焼き方や仕上がりの見た目などはたこ焼きと極めてよく似ている。

### 日本国外の料理

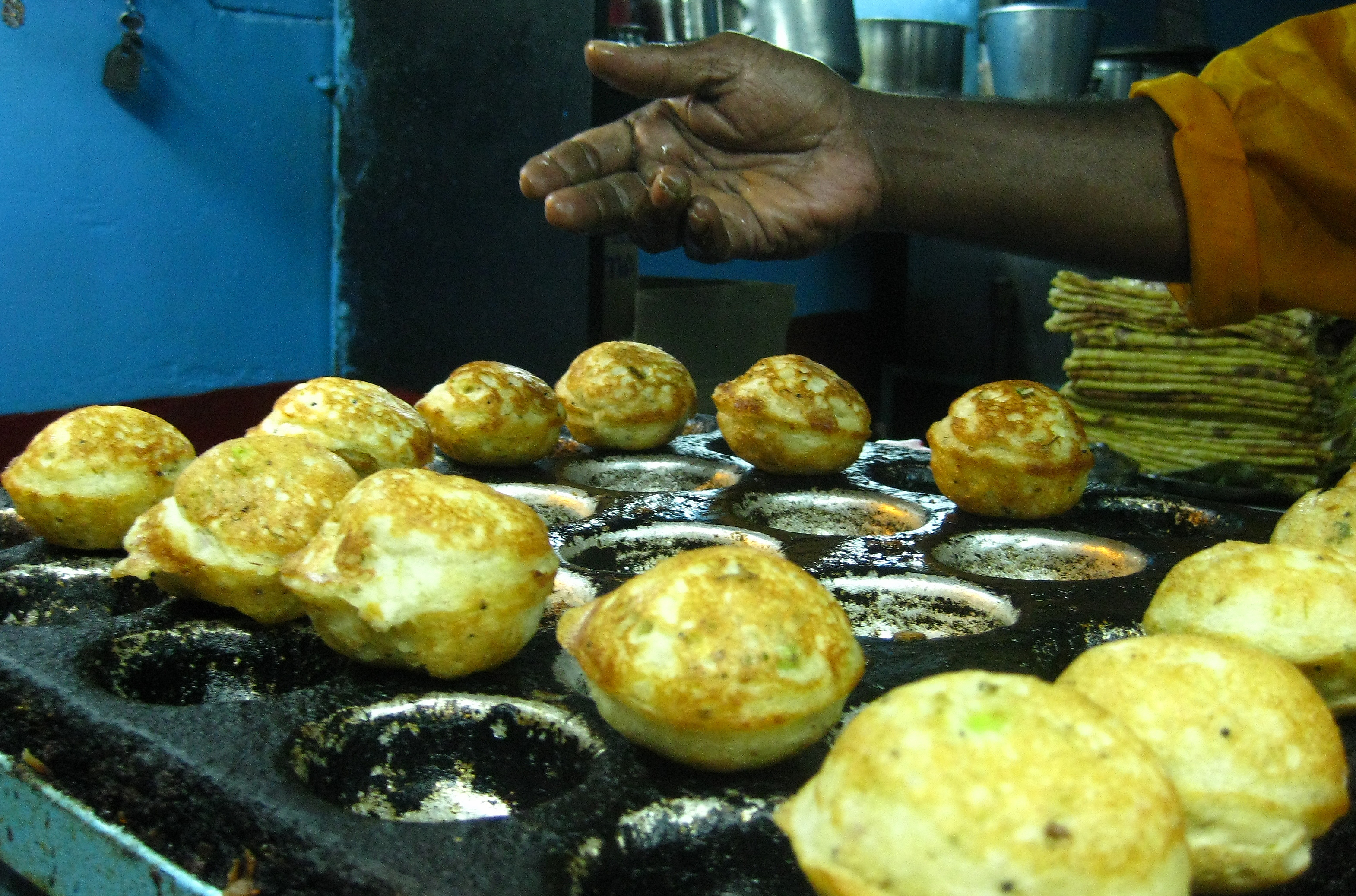
インドのパニヤラムと焼き型

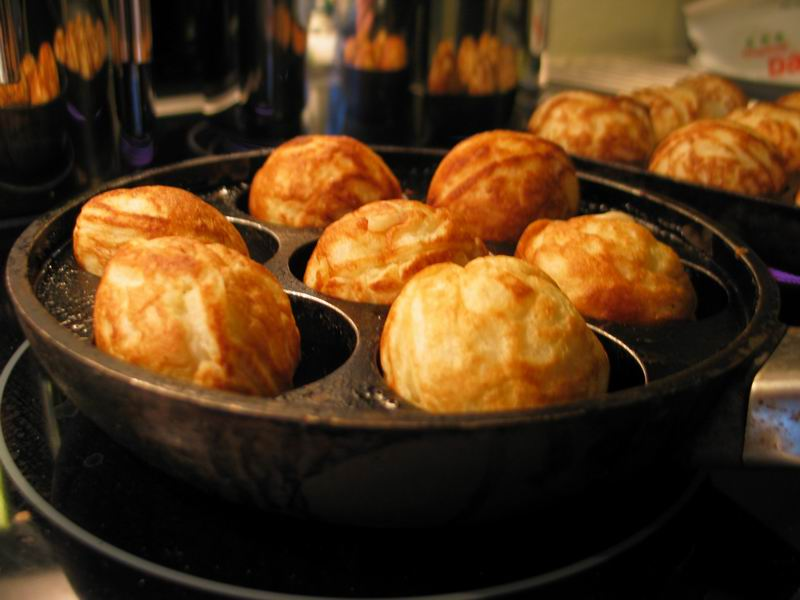
エイブルスキーバー

ポッフェルチェ (Poffertjes)
ポッフェルチュスとも称される。オランダで作られる球状の甘い焼き菓子。
エイブルスキーバー (Æbleskiver, Aebleskiver)
エーブルスキワとも称される。デンマークで作られる球状の甘い焼き菓子。
カノム・クロック (Khanom Krok、ขนมครก)
タイで作られる半球状の甘辛い焼き菓子。生地に米粉を使用し、青のり・ねぎ・塩・砂糖を混ぜて焼き、魚醤・砂糖・ココナッツジュースを混ぜ合わせたシロップに浸して食べる。屋台でも売られる。
パニヤラム (Paniyaram)
インドのタミル・ナードゥ州で作られる球状の甘い焼き菓子。
鶏蛋仔
香港の球状の焼き菓子。
パッドゥ (en:Paddu)
インド南部で食べられる、生地を球状に焼いた料理。
モント・リン・マヤ (en:Mont lin maya)
ミャンマー料理。

## たこ焼きが登場する作品

### 小説
- 『こなもん屋うま子』（田中啓文作、実業之日本社、2013年）[32]
- 『異世界でタコ焼き屋はじめたけど、わりと簡単につぶれた』（七色春日作、ホビージャパン、2019年）[33]
- 『たこ焼きの岸本』（蓮見恭子作、角川春樹事務所、2020年）[34]
- 『大阪マダム、後宮妃になる！』（田井ノエル作、小学館、2020年）[35]

### 絵本
- 『たこやきマントマン』（高田ひろお・中村泰敏作、金の星社、1990年）
- 『たこやきかぞく』（にしもとやすこ作、講談社、2008年）[36]
- 『たこやきようちえん』（さいとうしのぶ作、ポプラ社、2009年）[37]
- 『ゆうちゃんのたこやきパーティー』（山田ゆみ子、福音館書店、2009年）[38]
- 『アンパンマンとたこやきまん』（やなせ たかし・トムスエンタテインメント作、フレーベル館、2009年）[39]
- 『たこやきようちえん　こうさくだいすき！』（さいとうしのぶ作、ポプラ社、2011年）[40]
- 『たこやきのたこさぶろう』（長谷川義史作、小学館、2016年）[41]

### 漫画
- 『美味しんぼ』（雁屋哲・花咲アキラ作、小学館、1983年）
  - 「縁日のにぎわい」（第4巻所収）[42]
  - 「本物のたこ焼き」（第77巻所収）[43]
- 『たこやき通信』（まさき輝作、講談社、1984年）[44][45]
- 『クッキングパパ』（うえやまとち作、講談社、1985年）
  - 「タコ焼き野郎がやってきた!!」（第5巻所収）[46]
- 『危険がウォーキング』（星里もちる作、徳間書店、1986年）
  - 「危険がヒーティング」（第3巻所収）[47]
- 『まじかる☆タルるートくん』（江川達也作、集英社、1988年）主人公タルるートの好物としてよく登場する。
- 『孤独のグルメ』（久住昌之・谷口ジロー作、扶桑社、1994年）
  - 「大阪府大阪市北区中津のたこ焼き」（第1巻所収）[48]
- 『たこ焼きマンSTORY』（もりやまつる作、講談社、1996年）[49]
- 『たこ☆やきプリンセス』（みづほ梨乃作、小学館、2008年）[50]
- 『めしばな刑事タチバナ』（坂戸佐兵衛・旅井とり作、徳間書店、2010年）
  - 第40巻のタイトルが「たこ焼き・オン・マイ・マインド」で、たこ焼きについて多く採り上げている[51]。
- 『新米姉妹のふたりごはん』（柊ゆたか、KADOKAWA、2015年）
  - 「たこ焼き」（第2巻所収）[52]
- 『八雲さんは餌づけがしたい。』（里見U作、スクウェア・エニックス、2016年）
  - 「祝☆ホームラン賞!」（第4巻所収）[53]
- 『大阪マダム、後宮妃になる！』（田井ノエル・カズアキ・馬場彩玖作、小学館、2022年）[54]

### テレビアニメ
- 『たこやきマントマン』（1998年）
- 『メダロット』（1999年）
  - 第28話「たこ焼き大作戦!」[55]
- 『ヤッターマン』（2008年）
  - 第2話「ナニワのたこ焼王決定だコロン!」[56]
- 『HUGっと!プリキュア』（2018年）
  - 第10話「ありえな〜い！ウエイトレスさんは大忙し！」[57]
- 『もっと!まじめにふまじめ かいけつゾロリ』（第1シリーズ）（2020年）
  - 第14話「ゾロリとたこやきの恋」[58]

### 映画
- 『たこやき刑事』（早川喜貴監督、1997年）[59]
- 『たこ焼きの詩』（近兼拓史監督、2015年）[60]
- 『おそ松さん～魂のたこ焼きパーティーと伝説のお泊り会 』（山口ひかる監督、2023年）[61]

### 音楽
- 『ガンバレ!たこやきちゃん』（歌：横山ノック、作詞：丹古晴己、作曲：鏑木創、1976年）[62]
- 『たこやきなんぼマンボ』（歌：杉田あきひろ・つのだりょうこ、作詞：もりちよこ、作曲：パラダイス山元、2000年）[63]
- 『たこやき節』（歌：宇高香里、作詞：シオジリケンジ・上谷信幸、作曲：シオジリケンジ・上谷信幸、2006年）[64]
- 『たこやきのうた』（歌・作詞・作曲：林原めぐみ、2007年）[65]
- 『たこやきのうた』（歌：宇高香里とタコボールキッズ、2011年）[66]
- 『たこ焼きソング~大阪で生まれたからって~』（歌：ケラケラ、作詞：ふるっぺ・森さん、作曲：森さん、2013年）[67]
- 『たこやき日和～夫婦屋台～』（歌：大江裕・山口ひろみ、作詞：伊藤美和、作曲：徳久広司、2015年）[68][69]